# Bretagne Classic 2022
De 86e editie van de Bretagne Classic werd op zaterdag 27 en zondag 28 augustus 2022 verreden in het noordwesten van Frankrijk, met start en finish in Plouay, in de regio Bretagne. De eendagswielerwedstrijd werd bij de mannen gewonnen door Wout van Aert, bij de vrouwen won Mavi García.

## Uitslag
| Bretagne Classic 2022 |                     |                                    |          |
| Plaats                | Naam                | Ploeg                              | Tijd     |
| Winnaar               | Wout van Aert       | Jumbo-Visma                        | 6u04'22" |
| 2                     | Axel Laurance       | B&B Hotels - KTM                   | z.t.     |
| 3                     | Alexander Kamp      | Trek-Segafredo                     | z.t.     |
| 4                     | Arnaud De Lie       | Lotto Soudal                       | z.t.     |
| 5                     | Filippo Fiorelli    | Bardiani-CSF-Faizanè               | z.t.     |
| 6                     | Biniam Girmay       | Intermarché-Wanty-Gobert Matériaux | z.t.     |
| 7                     | Oliver Naesen       | AG2R-Citroën                       | z.t.     |
| 8                     | Benjamin Thomas     | Cofidis                            | z.t.     |
| 9                     | Toms Skujiņš        | Trek-Segafredo                     | z.t.     |
| 10                    | Andrea Piccolo      | EF Education-EasyPost              | z.t.     |
|                       |                     |                                    |          |
| 37                    | Marijn van den Berg | EF Education-EasyPost              | + 1'03   |

Bretagne Classic: 1931 · 1932 · 1933 · 1934 · 1935 · 1936 · 1937 · 1938 · 1939 - 1944 · 1945 · 1946 · 1947 · 1948 · 1949 · 1950 · 1951 · 1952 · 1953 · 1954 · 1955 · 1956 · 1957 · 1958 · 1959 · 1960 · 1961 · 1962 · 1963 · 1964 · 1965 · 1966 · 1967 · 1968 · 1969 · 1970 · 1971 · 1972 · 1973 · 1974 · 1975 · 1976 · 1977 · 1978 · 1979 · 1980 · 1981 · 1982 · 1983 · 1984 · 1985 · 1986 · 1987 · 1988 · 1989 · 1990 · 1991 · 1992 · 1993 · 1994 · 1995 · 1996 · 1997 · 1998 · 1999 · 2000 · 2001 · 2002 · 2003 · 2004 · 2005 · 2006 · 2007 · 2008 · 2009 · 2010 · 2011 · 2012 · 2013 · 2014 · 2015 · 2016 · 2017 · 2018 · 2019 · 2020 · 2021 · 2022 · 2023 · 2024
Classic Lorient Agglomération: 1999 · 2000 · 2001 · 2002 · 2003 · 2004 · 2005 · 2006 · 2007 · 2008 · 2009 · 2010 · 2011 · 2012 · 2013 · 2014 · 2015 · 2016 · 2017 · 2018 · 2019 · 2020 · 2021 · 2022 · 2023 · 2024
Ronde van de Verenigde Arabische Emiraten ·
Omloop Het Nieuwsblad ·
Strade Bianche ·
Parijs-Nice · 
Tirreno-Adriatico · 
Milaan-San Remo ·
Ronde van Catalonië ·
Driedaagse Brugge-De Panne ·
E3 Saxo Bank Classic ·
Gent-Wevelgem ·
Dwars door Vlaanderen ·
Ronde van Vlaanderen ·
Ronde van het Baskenland ·
Amstel Gold Race ·
Parijs-Roubaix ·
Waalse Pijl ·
Luik-Bastenaken-Luik ·
Ronde van Romandië ·
Eschborn-Frankfurt ·
Ronde van Italië ·
Critérium du Dauphiné ·
Ronde van Zwitserland ·
Ronde van Frankrijk ·
Clásica San Sebastián ·
Ronde van Polen ·
BEMER Cyclassics ·
Bretagne Classic ·
Benelux Tour ·
Ronde van Spanje ·
GP van Quebec · 
GP van Montreal · 
Ronde van Lombardije ·
Ronde van Guangxi ·